# Convocatòria per Astúries
Convocatòria per Astúries (en castellà Convocatoria por Asturias; CxAst) és una coalició electoral d'esquerres del Principat d'Astúries.

## Història
La coalició es va formar al 2023 per a participar de les eleccions autonòmiques i municipals del mateix any, conformada per Esquerra Unida d'Astúries, Més País i  Esquerra Asturiana. Així, suposava una ampliació de l'aliança que ja van formar IUA i IAS en les eleccions de 2019, en les quals van aconseguir dos diputats durant la XI Legislatura de la Junta General. En aquesta ocasió, CxAst obtindria el 7.59% dels vots i tres escons. Després de recolzar la investidura d'Adrián Barbón, entrarien en el govern autonòmic del FSA-PSOE amb la Conselleria d'Ordenació del Territori, Urbanisme, Habitatge i Drets Ciutadans.
Per a les eleccions municipals, es van impulsar candidatures pròpies a la majoria de conceyus, incloent Convocatòria per Oviedo, liderat per Gaspar Llamazares, i Convocatòria per Xixón. En aquestes, van aconseguir de manera conjunta 119 escons i la tercera posició en nombre de regidors.

## Membres
| Partits | Partits | Partits  | Partits                   |
| ------- | ------- | -------- | ------------------------- |
|         |         | sinmarco | Esquerra Unida d'Astúries |
|         |         | sinmarco | Més País                  |
|         |         | sinmarco | Esquerra Asturiana        |

## Resultats electorals

### Junta General
| Any  | Líder         | Vots   | %    | Escons | +/- | Pos. |
| ---- | ------------- | ------ | ---- | ------ | --- | ---- |
| 2023 | Ovidio Zapico | 40.774 | 7,59 | 3 / 45 | Nou | 4t   |

### Municipals
| Any  | Vots   | %     | Escons    | +/- | Pos. |
| ---- | ------ | ----- | --------- | --- | ---- |
| 2023 | 64.643 | 12,36 | 119 / 922 | Nou | 3r   |